# 太阳自转
太阳自转是太阳的自转行为，因为太阳由等离子体组成，因此自转速率随纬度的变化而变化。自转速率最快之处为赤道（纬度φ=0°），自转速率随纬度的增加而减少。差異自转率由下列等式描述。 
{\displaystyle \omega =A+B\,\sin ^{2}(\varphi )+C\,\sin ^{4}(\varphi )}
ω是以度/日为单位的角速度，φ是太阳对应点纬度，A、B、C为常数。不同得测量结果会影响A，B，C三个常数的值。当前被接受的值是：
A= 14.713 度/日 (± 0.0491)
B= –2.396 度/日 (± 0.188)
C= –1.787 度/日 (± 0.253)

## 恒星自转
太阳在赤道处的自转週期是24.47天，这是所谓的恒星自转週期，不应与26.24天的会合週期相混淆。根据会合週期的定义，太阳需要自转一个恒星週期后再加上地球完成轨道运动的时间，因此会合週期较长。在天文学文献中不常用赤道自转週期，而是使用卡灵顿自转週期的定义：一个27.2753天（或25.38天恒星週期）会合自转週期。这个週期相当于太阳在26°纬度时的自转週期，和太阳黑子和其他太阳活动的典型週期相同。当太阳的“北极”（地球视角）逆时针自转时，从地球北半球上看，黑子从左向右穿过太阳表面。

## 使用黑子测量自转
自转常数通过测量多种太阳表面特征（示踪物“tracers”）得到。第一种也是应用最广泛的示踪物是太阳黑子。虽然在很早以前人类就观察到了黑子，只有在使用望远镜观察太阳后，人类才能用黑子运动确定太阳自转週期。根据英国学者托马斯·哈里奥特在其1610年12月8日的笔记中素描，他很可能是第一个用望远镜发现太阳黑子的人。1611年7月由系统观察过黑子数月并对黑子在日盘上的运动记有记录的约翰尼斯·法布里丘斯（Johannes Fabricius）首次出版观察记录《对太阳上黑子的描述和他们明显的旋转》（De Maculis in Sole Observatis, et Apparente earum cum Sole Conversione Narratio），这可以作为第一次观察到太阳自转的证据。克里斯托弗·谢纳尔（Christopher Scheiner）是第一个测量太阳赤道自转速度的人，他也注意到了太阳高纬度地区自转较赤道慢，因此也可以认为他是太阳自转差异的发现者。
每一个测量都给出了不同的数值，因此产生了上述标准差（用+/-表示)。

## 太阳内部自转

太阳内部的自转，对流区有差異自轉现象，而靠近中心的辐射区的自转角速度是基本相同的。这些区域间的过渡部分称为差旋層。

在研究太阳内部波震动的日震学出现之前，人类对太阳内部知之甚少。太阳表面轮廓差异曾被认为是角动量造成.。通过日震研究，目前认为这是不正确的。太阳的两极旋转较慢，而赤道旋转较快。 这是太阳对流层内部径向线的轮廓。

## 脚注
1. ↑  Beck, J., , Solar Physics, 2000, 191: 47–70
2. ↑  Snodgrass, H.; Ulrich, R., , Astrophysical Journal, 1990, 351: 309–316
3. ↑  “Rosa Ursine sive solis”, book 4, part 2, 1630)
4. ↑  Glatzmaler, G. A. . Solar Physics. 1985, 125: 1–12  [2010-03-06]. （原始内容存档于2020-01-26）.

- Ed. "Allen's Astrophysical Quantities", 4th Ed, Springer, 1999.
- Javaraiah, J., 2003. Long-Term Variations in the Solar Differential Rotation. Solar Phys., 212 (1): 23-49.
- St. John, C., 1918. The present condition of the problem of solar rotation, Publications of the Astronomical Society of the Pacific, V.30, No. 178, 318-325.